# Lezama (Álava)
Lezama es un concejo del municipio de Amurrio, en la provincia de Álava, España. 

## Historia
Hacia mediados del siglo XIX, Lezama, un lugar por entonces perteneciente al municipio del mismo nombre, tenía contabilizada una población de 541 habitantes. Aparece descrito en el décimo volumen del Diccionario geográfico-estadístico-histórico de España y sus posesiones de Ultramar de Pascual Madoz de la siguiente manera:

LEZAMA: l. del ayunt. de su nombre en la prov. de Alava (á Vitoria 5 leg.), part. jud. de Amurrio (1), aud. terr. de Burgos, c. g. de las Provincias Vascongadas y dióc. de Calahorra (24): sit. en pais montañoso, clima templado y húmedo, reinan los vientos N. y NO. y se padecen enfermedades estacionales. Tiene 116 casas diseminadas en cas. que componen 18 barrios, un palacio particular titulado Torrefuerte, escuela de primera educacion para ambos sexos frecuentada por 46 niños y 24 niñas, y dotada con 200 ducados; igl. parr. (San Martin) servida por 9 beneficiados, 3 ermitas dedicadas á San Sebastian, Sta. Maria Magdalena y Sta. Marina; y para el surtido del vecindario y abrevadero de los ganados, se cuentan varias fuentes, tanto intercaladas en los cas. como en lo restante del monte, de aguas comunes y saludables, siendo algunas de la parte N. minerales. El térm confina N. Barambio; E. Astobiza; S. Uzquiano y Aloria, y O. Lecamaña, Saracho y Larrimbe; hallándose en su estremo S. la prolongada cord. de Basabe poblada de árboles y una sierra llamada de Urquiano, ademas varios arbolados entre los barios Saracho, Larrimbe, y en el confin con Barambio se encuentra una mina de alcohol, de la que se ha surtido de plomo la faccion durante la guerra civil. El terreno es de mediana calidad, susceptible de diferentes producciones, descendiendo varios riach. de las espresadas sierra y cord., de los cuales unos van á confundirse con el r. Nervion, y otros, con el que baja por Barambio. caminos: una carretera que desde Arciniega pasa por este térm. para empalmar con la de Vitoria á Bilbao, en buen estado, y algunos otros locales que no ofrecen mucha seguridad á los viajeros. El correo se recibe de Orduña, por balijero. prod.: trigo, maiz, avena, cebada, centeno, alubias habas, lino y varias especies de legumbres y hortalizas: cria de ganado vacuno, caballar, lanar y cabrío, caza de liebres y perdices; pesca de anguilas. ind.: ademas de la agricultura y ganadería hay un molino harinero. pobl.: 107 vec., 541 alm. riqueza y contr. con su ayunt. (V.)
(Madoz, 1847, p. 273)

En 1976, el municipio desapareció y Lezama pasó a formar parte de Amurrio como concejo.

## Demografía
| Gráfica de evolución demográfica de Lezama entre 2000 y 2019 |
|                                                              |
| Población de derecho según los censos de población del INE.  |

## Cultura

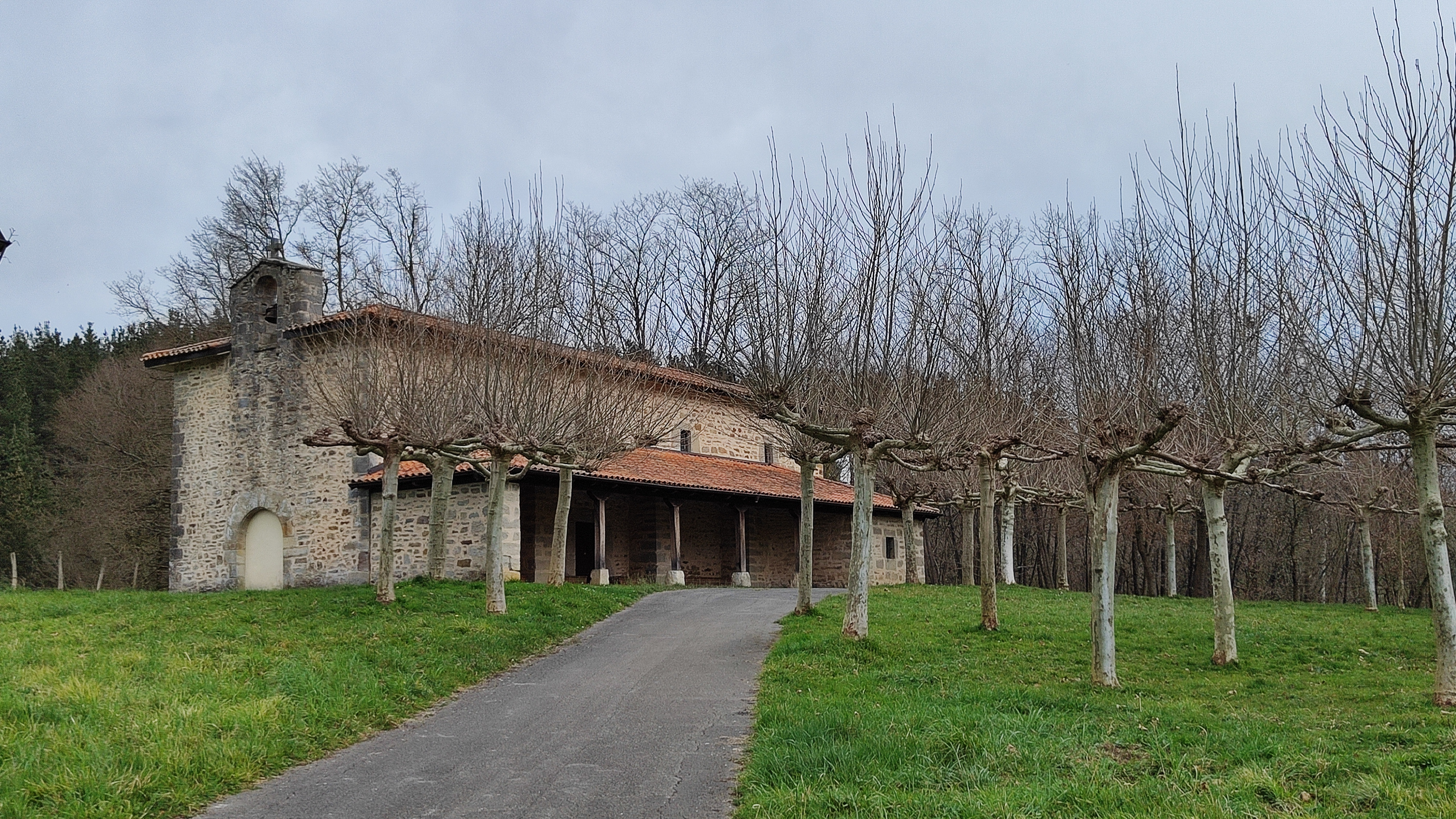
Ermita de San Prudencio

### Patrimonio material
- Ermita de San Prudencio, está ubicada al este, a poco más de un kilómetro de Lezama. Es un edificio de mampostería que estuvo dedicado a San Sebastián y era conocido con el nombre de "San Sebastián de Eranegui". El pórtico posee un tejado de una vertiente que se asienta en cuatro pies derechos de madera. Es un templo de planta rectangular, de cabeza recta, con cuatro tramos de bóveda de lunetos y arcos fajones de medio punto apeados sobre pilastras. El coro es una construcción rural sin interés y la espadaña es de un solo hueco, con remate angular.[4]

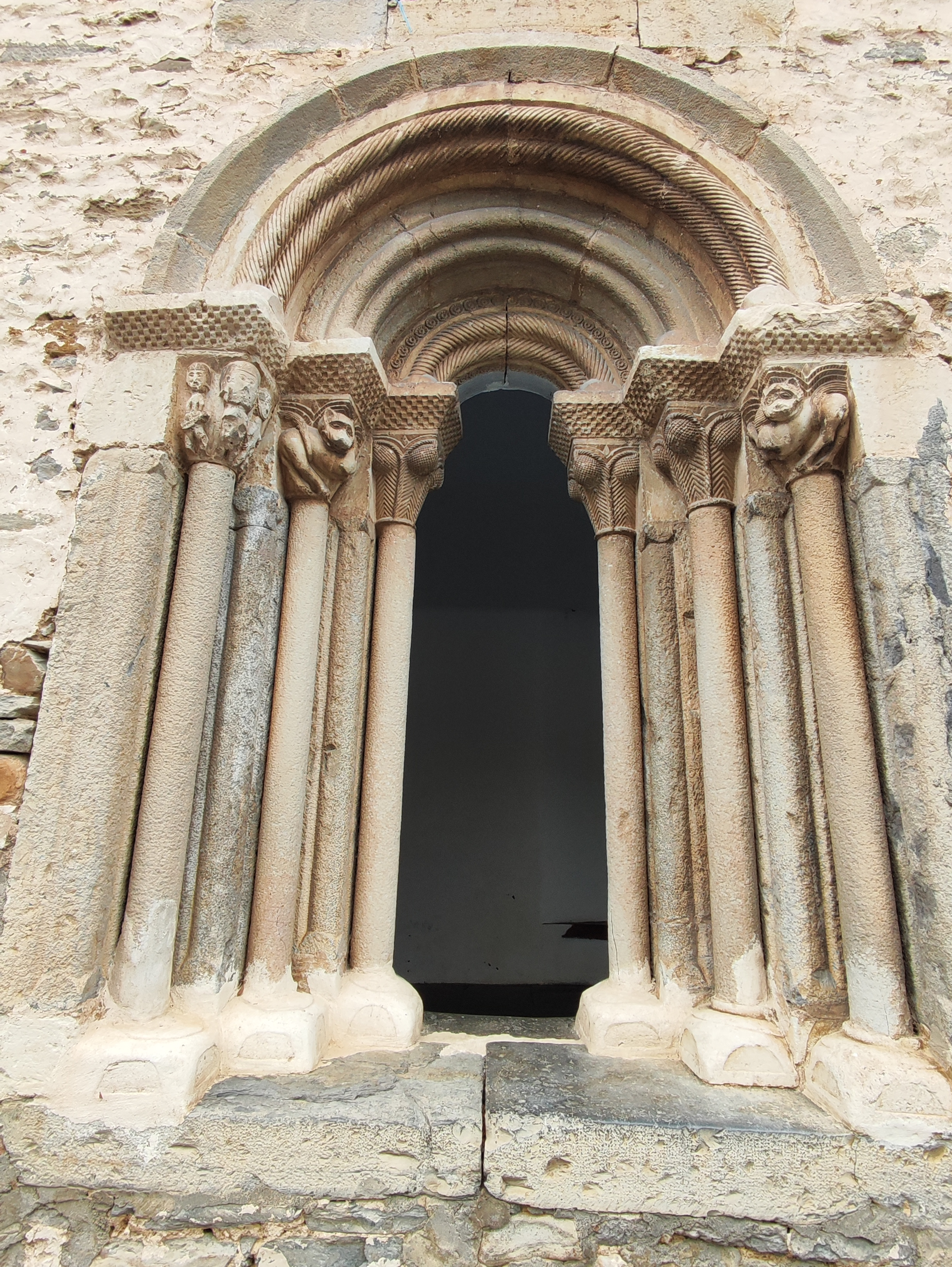
Iglesia de San Martín

- Iglesia de San MartínIglesia de San Martin, de planta cuadrada y construida a finales del siglo XVI. Destaca el arco exterior, su tipología rural y las representaciones humanas. En 1929 se reedificó el último tramo de la bóveda, por su estado de ruina, y se aprovechó para pintar todo el interior.[5]
- Cruz Santa Marina, latina del siglo XX se ubica en el acceso al barrio de la iglesia, junto a la carretera, en el lugar donde antes se levantaba la ermita de Santa Marina. Base cuadrangular de cemento, sobre la que se yergue la cruz (en el mismo material) de sección octogonal de 1,95 metros de altura y 1,10 metros de envergadura. Presenta dos inscripciones en el frente: la superior "SEÑOR MIO / DIOS MIO" y la inferior en honor a la congregación capuchina, "SANTAS MISIONES DE LOS PADRES CAPUCHINOS".[6]
- Caserío Mariaka.[7]
- Frontón y sala del concejoFrontón.

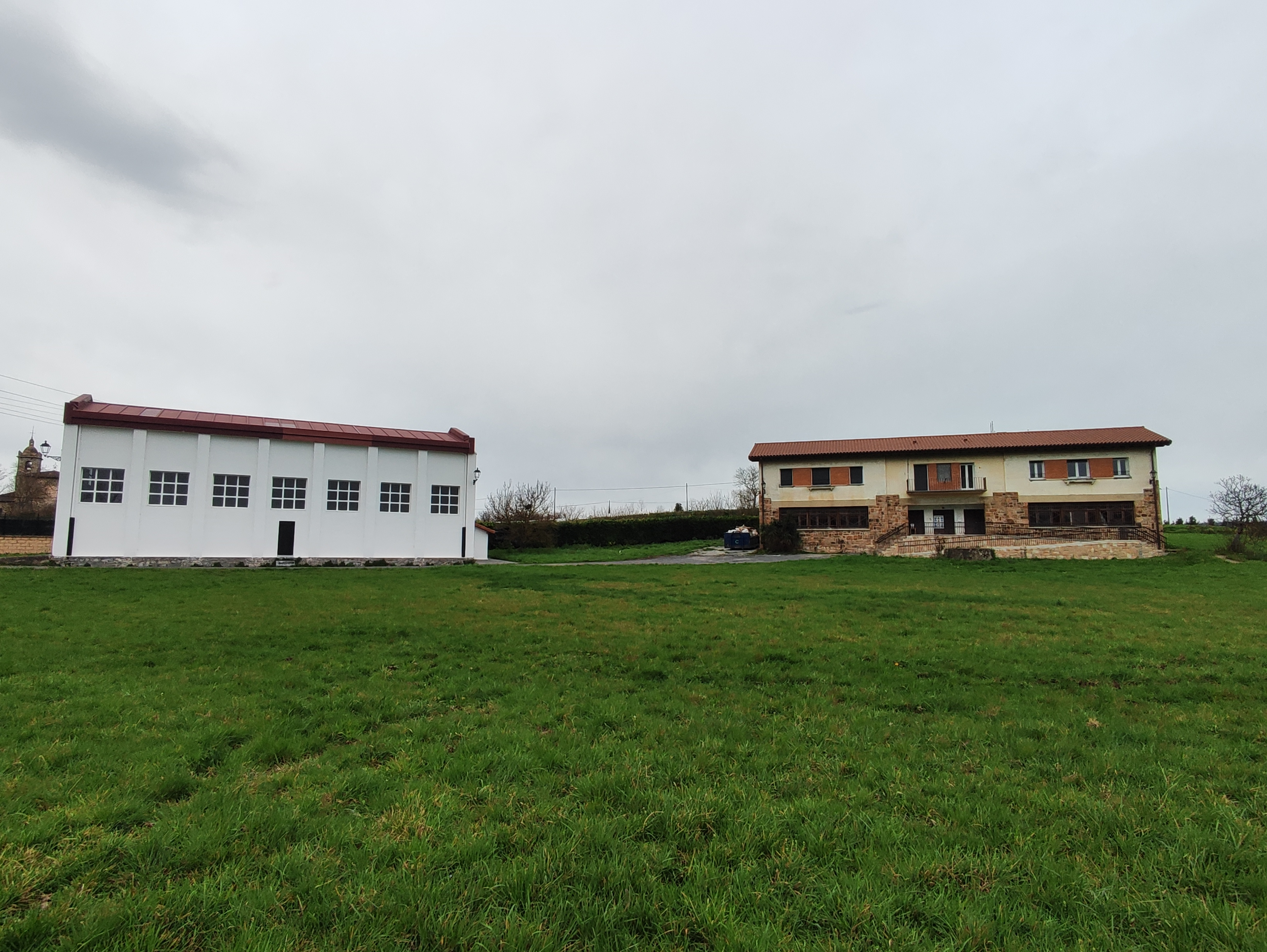
Frontón y sala del concejo

- Antiguas escuelas, hoy sala del concejo.
- Txoko en el centro del pueblo.
- Cementerio.

### Patrimonio inmaterial
- Fiestas patronales en honor de San Martín (11 de noviembre).[8][9][10]